# Marcos de Torres y Rueda
Marcos de Torres y Rueda (né le 25 avril 1591 à Almazán, dans la province de Soria, en Espagne, et mort le 22 avril 1649 à Mexico, au Mexique) est un noble espagnol du XVIIe siècle siècle, qui fut évêque du Yucatán du 14 novembre 1644 au 22 avril 1649 et vice-roi de la Nouvelle-Espagne du 13 mai 1648 au 22 avril 1649.

## Biographie
Marcos de Torres y Rueda nait à Almazán, dans la province de Soria le 25 avril 1591. Il étudie à l'université Complutense à Alcalá de Henares, où il obtient avec distinction un baccalauréat ès arts. Plus tard, il étudie la théologie dans la même université, puis à l'université de Valladolid. Il devient chanoine de la cathédrale de Burgos, puis recteur du collège de San Nicolás de Burgos. Le roi Philippe IV l'envoie au Mexique en 1644 comme évêque du Yucatán. Le pape Innocent X lui accorde cette charge le 18 décembre 1645.
Il arrive en Nouvelle-Espagne l'année suivante. Il est consacré dans la cathédrale de Puebla et prend ses fonctions d'évêque le 9 novembre 1646. Quelques mois seulement après sa prise de fonctions, le roi Philippe IV le nomme vice-roi et président de l'Audience royale (es).
Le 13 mai 1648, il prend ses fonctions dans la capitale vice-royale, laissant la gestion du diocèse du Yucatán aux mains du Chapitre de ladite cathédrale. Le vice-roi précédent García Sarmiento de Sotomayor ne souhaitait pas céder sa charge ni le Trésor royal, ce qui a nécessité une intervention de la Couronne. Pour cette raison et d’autres, la déclaration de Notre Dame d'Izamal comme sainte patronne du Yucatán n'a pas été présentée.
Son gouvernement a duré moins d’un an. L'événement le plus marquant de son gouvernement fut l'autodafé qui eut lieu les 11 et 12 avril 1649 sur la Plaza del Volador à Mexico, où treize hommes et femmes furent condamnés à mort et 99 autres furent fouettés. Parmi les accusés se trouvait Tomás Tremiño de Campos, un juif d'origine portugaise. Parmi les chefs d'accusation retenus contre les accusés figuraient l'utilisation de la langue mexicaine, des propos malveillants contre l'Inquisition, le roi d'Espagne et le pape.
Malgré cet événement, le vice-roi n'a pas pu assister à l'événement en raison de sa mauvaise santé. 
Marcos de Torres y Rueda meurt peu de temps après à Mexico, le22 avril 1649 et est inhumé dans le temple de San Agustín dans la capitale. L'Audience prit en charge le gouvernement jusqu'à l'arrivée du nouveau vice-roi.